# Rhinotmethis hummeli
Rhinotmethis hummeli är en insektsart som beskrevs av Sjöstedt 1933. Rhinotmethis hummeli ingår i släktet Rhinotmethis och familjen Pamphagidae. Inga underarter finns listade i Catalogue of Life.